# محطة كلوفا
محطة كلوفا (بالإنجليزية: Clova station)‏ هي محطة سكة حديد غير مأهولة تقع في 5 شارع لاتاني في كلوفا، كيبيك، كندا. تم تصنيفها كمحطة سكة حديد تراثية في عام 1995.

## حالة السكك الحديدية
تقع محطة كلوفا على خط السكة الحديد الوطني الكندي الذي يربط لا توك بسنتير، الذي يمر جنوب خزان جوين.

## تاريخ المحطة
تم بناء محطة كلوفا بين عامي 1915 و 1920 بواسطة السكك الحديدية الوطنية العابرة للقارات. تم بناؤه وفقًا لخطة Grand Trunk F. بعد وقت قصير من بناء المحطة، أنشأت الشركة الكندية الدولية للورق محطة تسجيل في كلوفا، كيبيك. يتم تكبير غرفة الانتظار في نفس الوقت.

## تراث السكك الحديدية
تم تعيين المحطة كمحطة سكة حديد تراثية في 24 نوفمبر 19951.

## وصلات خارجية
الموقع الرسمي